# Охорона здоров'я у Білій Церкві
Охорона здоров'я міста — розгалужена структура медичних закладів різною за формою власності, сферою діяльності, метою якої є організація та забезпечення доступного медичного обслуговування населення міста та столичної області.

## Цільові програми охорони здоров'я
У Білій Церкві діють міські програми охорони здоров'я, ініційовані Білоцерківською міською радою:
- Білоцерківська міська програма місцевих стимулів для медичних працівників міста Біла Церква на 2013—2015 рр.;
- Білоцерківська міська цільова соціальна програма протидії захворюванню на туберкульоз на 2013—2016 рр.;
- Білоцерківська міська програма запобігання та лікування серцево-судинних і судинно-мозкових захворювань на 2013—2016 рр.;
- Білоцерківська міська програма імунопрофілактики та захисту населення від інфекційних хвороб на 2012—2015 рр.;
- Комплексний план заходів щодо попередження захворювань, спільних для людей і тварин, захворювань на іксодові кліщові бореліози (хворобу Лайма) серед населення міста Біла Церква на 2011—2015 рр[1].

Обласні цільові програми, запроваджені Київською обласною державною адміністрацією:
- Програма «Онкологія» на 2012—2016 рр.;
- Програма протидії захворюванню на туберкульоз на 2013—2016 рр.;
- програма «Здоров'я» на 2014 р.;
- Програма підготовки лікарських кадрів для лікувальних закладів сільської мережі на 2010—2017 рр[2].

## Демографічна ситуація та стан здоров'я населення Білої Церкви

### Природний рух населення
|                         | 2013  |   | 2014  |
| ----------------------- | ----- | - | ----- |
| кількість народжених    | 2 223 | ▼ | 2 165 |
| кількість померлих      | 2 106 | ▼ | 2 068 |
| природний рух населення | + 117 | ▼ | + 97  |

## Протидія захворюванню на туберкульоз
У 2012 році Київською обласною радою була прийнята Київська обласна цільова соціальна програма протидії захворювань на туберкульоз на 2013—2016 роки. Метою Програми є поліпшення епідемічної ситуації в напрямку зменшення загальної кількості хворих на туберкульоз, зниження захворюваності та смертності від туберкульозу, від ко-інфекції ТВ/ВІЛ, зниження темпів поширення мультирезистентного туберкульозу шляхом реалізації державної політики
За останні роки відбулася незначна стабілізація захворюваності на туберкульоз у Білій Церкві, але з 2011 року відмічається деякий ріст захворюваності на цю небезпечну хворобу. За 9 місяців 2014 року вперше виявлено 92 хворих на активний туберкульоз, у тому числі і 3 дитини. Порівняно з відповідним періодом 2013 року показник захворюваності на активний туберкульоз зменшився на 15 % і становить 44,4 на 100 тисяч населення.
Показник смертності від усіх форм туберкульозу залишилась на тому ж рівні — 3,9 на 100 тис. нас. Смертність хворих на туберкульоз від інших причин знизилась з 27 до 16 осіб, в тому числі від СНІДу з 22 до 13 осіб.

## Ресурси охорони здоров'я

### Мережа закладів охорони здоров'я за сферою діяльності

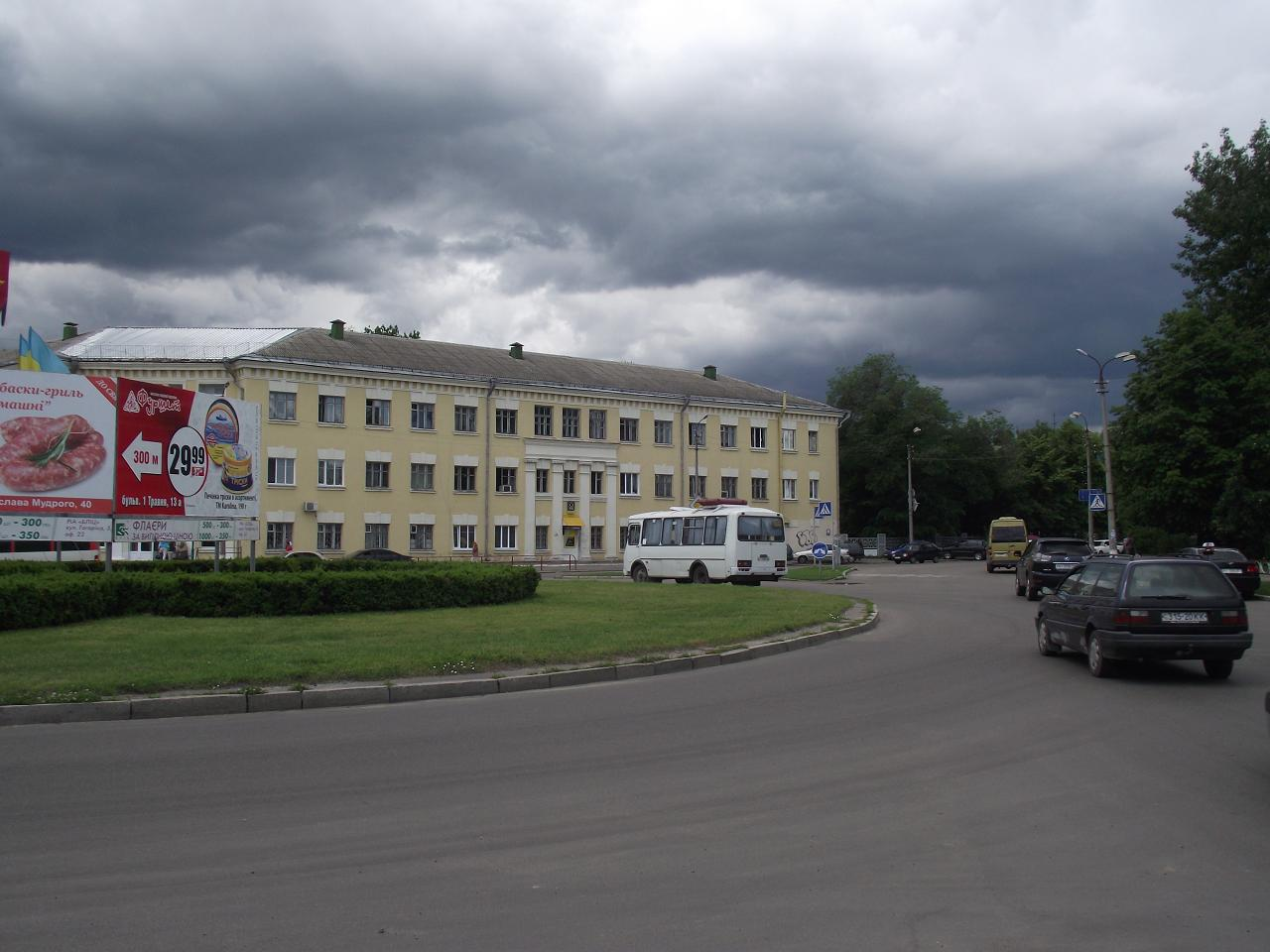
Білоцерківська міська лікарня № 1

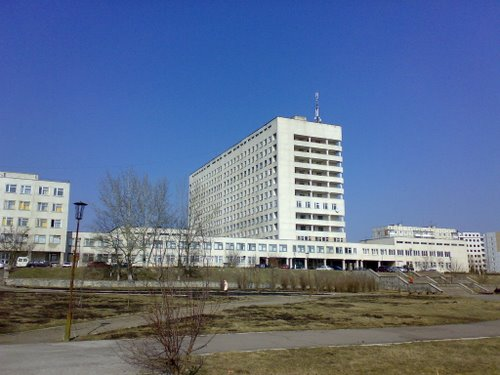
Білоцерківська міська лікарня № 2

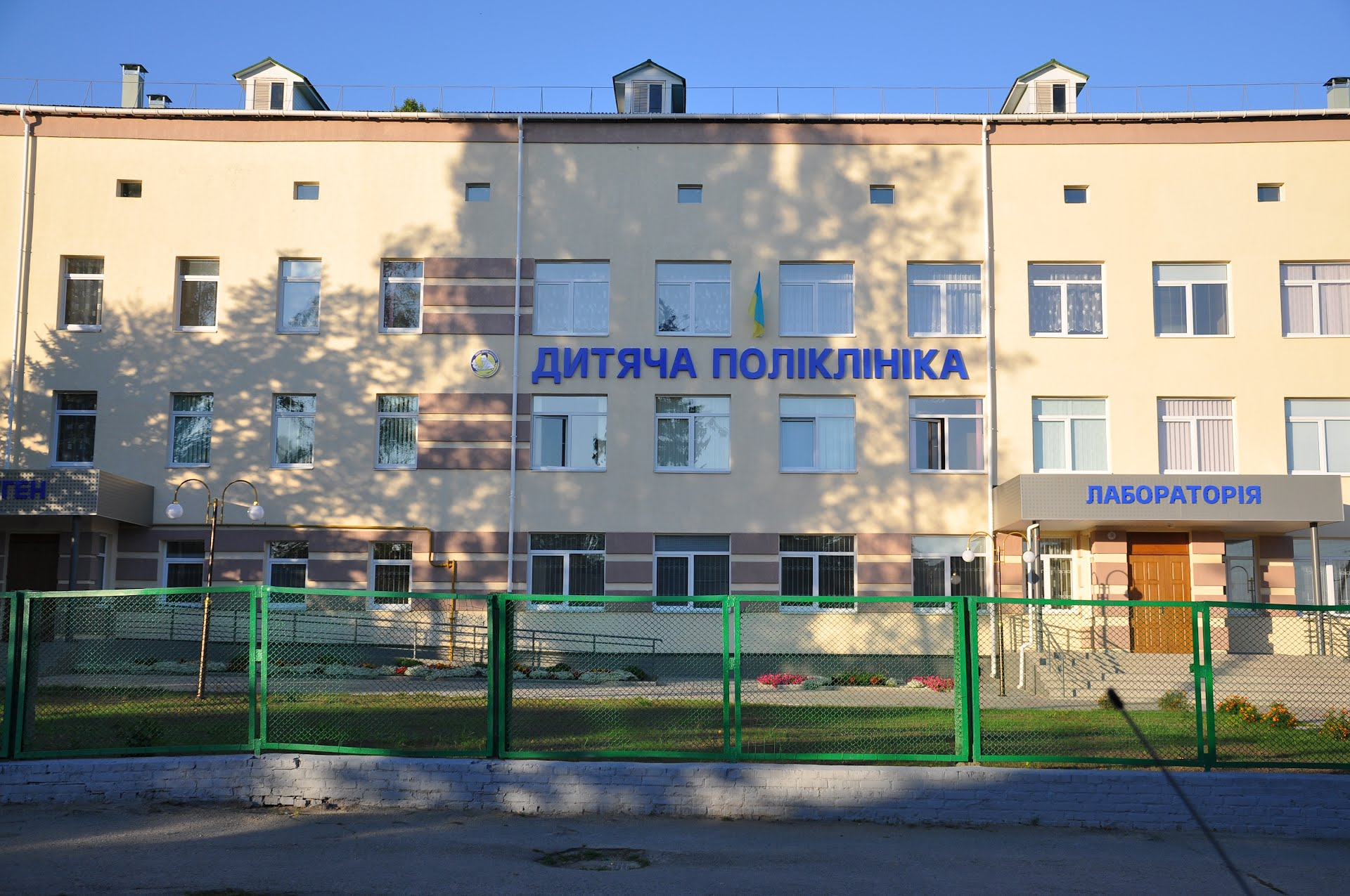
Білоцерківська міська дитяча поліклініка

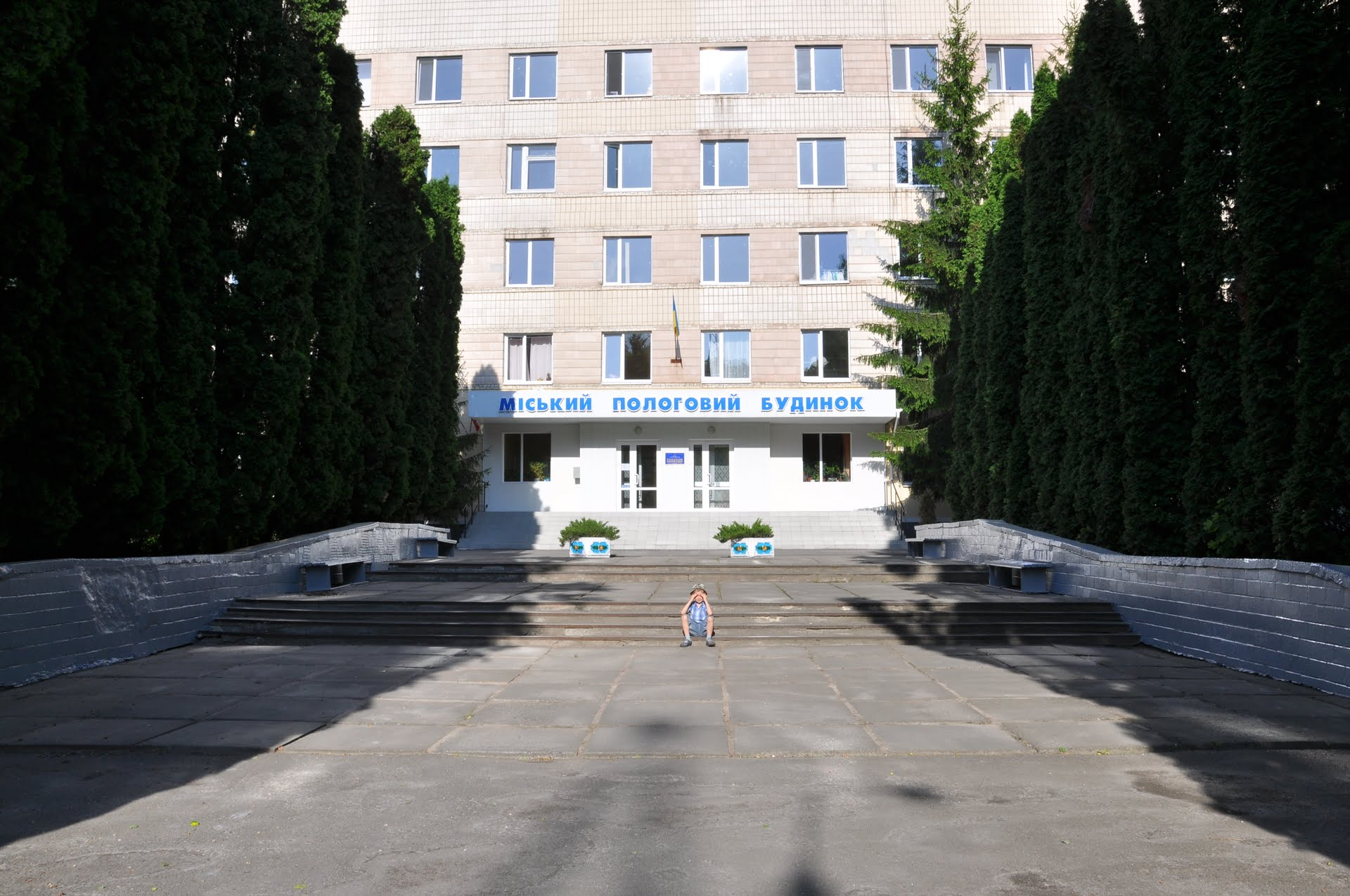
Білоцерківський пологовий будинок

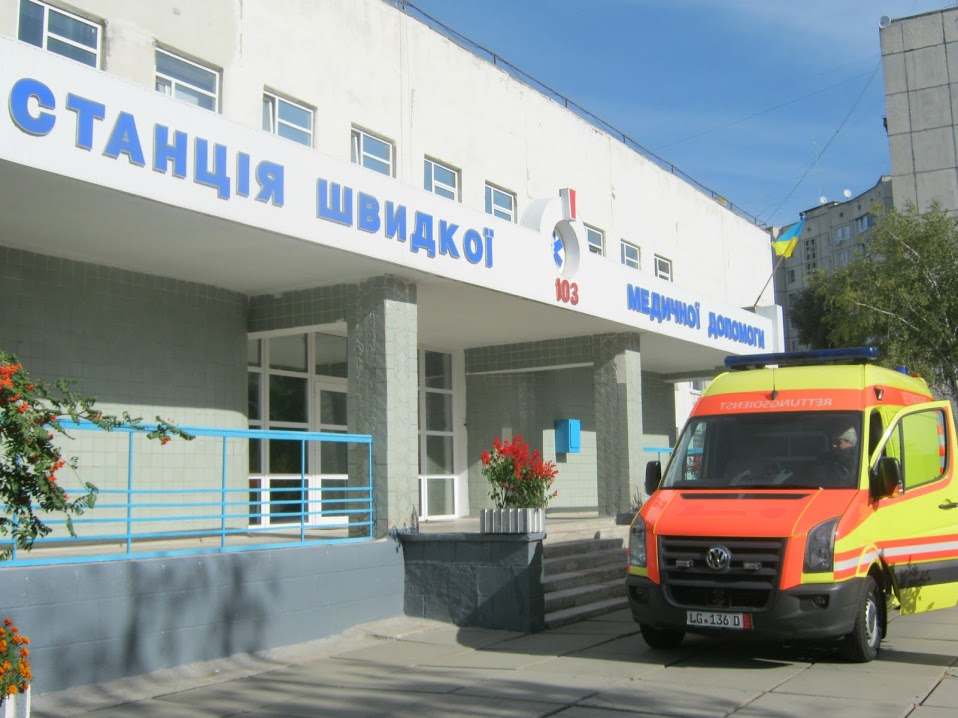
Білоцерківська станція екстреної медичної допомоги

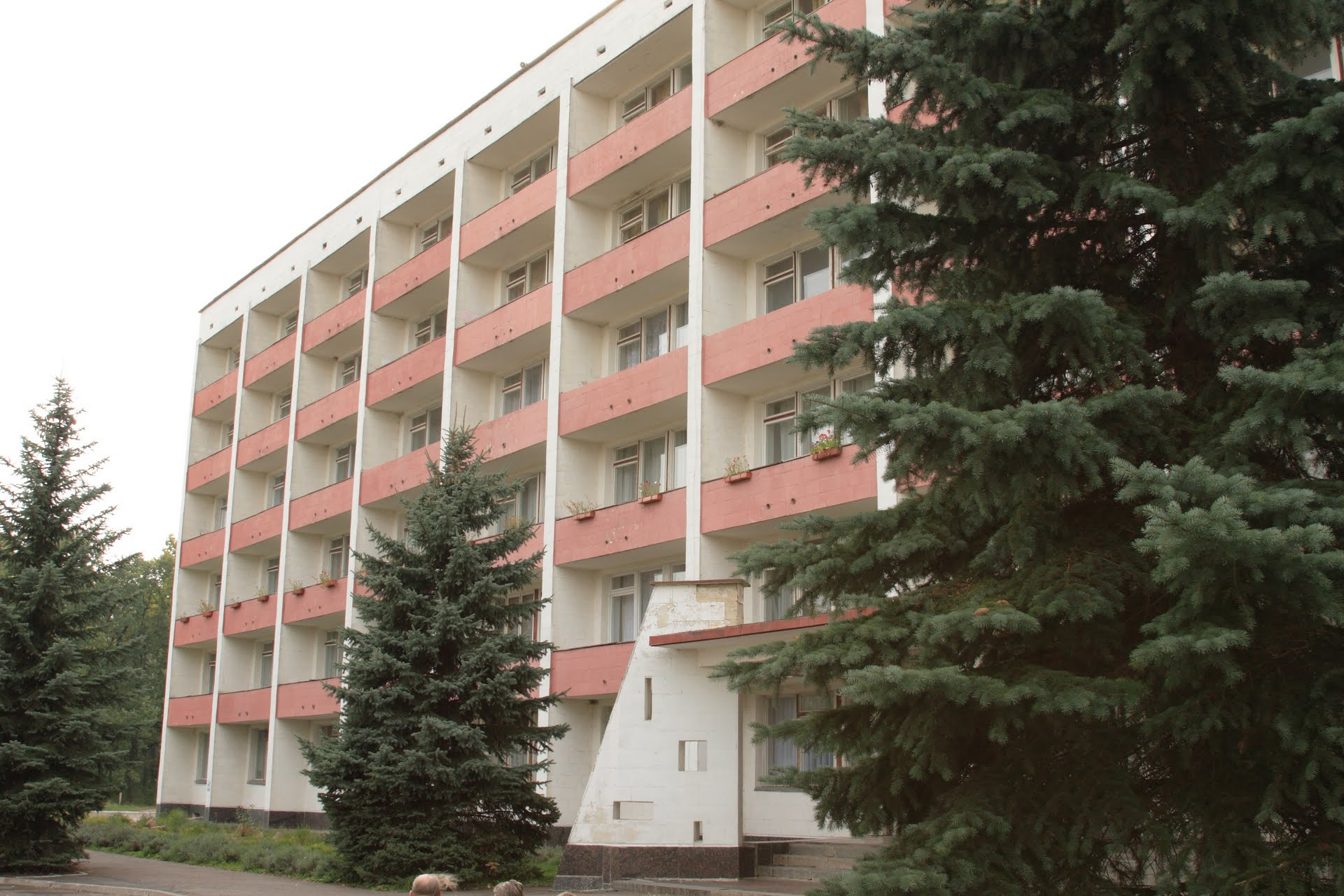
Санаторій-профілакторій «Діброва»

#### Багатопрофільні лікарняні заклади
До багатопрофільних лікарняних закладів міста Біла Церква належать::
| № п/п | Назва медичного закладу                             | Адреса                        |
| ----- | --------------------------------------------------- | ----------------------------- |
| 1     | Білоцерківська міська лікарня № 1                   | вулиця Ярослава Мудрого, 63   |
| 2     | Білоцерківська міська лікарня № 2                   | вулиця Семашка, 9             |
| 3     | Білоцерківська центральна районна лікарня           | вулиця Тімірязєва, 6          |
| 4     | Київська обласна дитяча лікарня № 2                 | вулиця Шолом-Алейхема, 46     |
| 5     | Білоцерківський військовий шпиталь                  | Олександрійський бульвар, 109 |
| 6     | Білоцерківська міська лікарня ветеринарної медицини | вулиця Товарна, 27            |
| 7     | Білоцерківський пологовий будинок                   | вулиця Семашка, 7             |

#### Спеціалізовані лікарняні заклади
Спеціалізовані лікарняні заклади Білої Церкви:
| № п/п | Назва медичного закладу                                           | Адреса                         |
| ----- | ----------------------------------------------------------------- | ------------------------------ |
| 1     | Білоцерківський протитуберкульозний диспансер                     | 2-й Рокитнянський провулок, 9а |
| 2     | Білоцерківський обласний онкологічний диспансер                   | вулиця Ярослава Мудрого, 56    |
| 3     | Білоцерківське територіальне медичне об'єднання                   | вулиця Карбишева, 12           |
| 4     | Білоцерківське психонаркологічне територіальне медичне об'єднання | вулиця Василя Стуса, 41        |

#### Амбулаторно-поліклінічні заклади
Амбулаторно—поліклінічні заклади міста:
| № п/п | Назва медичного закладу                                           | Адреса                        |
| ----- | ----------------------------------------------------------------- | ----------------------------- |
| 1     | Білоцерківська міська дитяча поліклініка                          | вулиця Шевченка, 14           |
| 2     | Білоцерківська дитяча стоматологічна поліклініка                  | вулиця Січневого прориву, 2   |
| 3     | Київська обласна стоматологічна поліклініка                       | вулиця Шолом-Алейхема, 46     |
| 4     | Білоцерківська міська госпрозрахункова стоматологічна поліклініка | Олександрійський бульвар, 159 |
| 5     | Білоцерківська госпрозрахункова поліклініка профоглядів           | вулиця Шевченка, 9            |
| 6     | Санаторій-профілакторій «Діброва»                                 | вулиця Лісова, 2-Б            |

#### Заклади переливання крові, швидкої та екстреної медичної допомоги
До них відносять:
| № п/п | Назва медичного закладу                            | Адреса                        |
| ----- | -------------------------------------------------- | ----------------------------- |
| 1     | Київський обласний центр крові                     | Олександрійський бульвар, 171 |
| 2     | Білоцерківська станція екстреної медичної допомоги | вулиця Водопійна, 40          |

#### Санітарно-профілактичні заклади
У місті наявні такі санітарно-епідеміологічні заклади:
| № п/п | Назва медичного закладу                                                  | Адреса                   |
| ----- | ------------------------------------------------------------------------ | ------------------------ |
| 1     | Білоцерківський міський центр первинної медико — санітарної допомоги № 1 | вулиця Івана Мазепи, 65а |
| 2     | Білоцерківський районний центр первинної медико-санітарної допомоги      | вулиця Тімірязєва, 6     |
| 3     | Білоцерківська санітарно-протиепідемічна станція                         | вулиця Павліченко, 9     |
| 4     | Білоцерківська районна санітарно-епідеміологічна станція                 | вулиця Пушкінська, 68    |

Заклади санітарної просвіти::
| № п/п | Назва медичного закладу                | Адреса            |
| ----- | -------------------------------------- | ----------------- |
| 1     | Білоцерківський міський центр здоров'я | вулиця Східна, 34 |

#### Фармацевтичні (аптечні) заклади
Фармацевтичні (аптечні) установи здійснюють виготовлення, збереження і відпуск лікарських і імунобіологічних препаратів, перев'язувальних матеріалів, предметів догляду за хворими й інших медичних товарів.
До фармацевтичних закладів відносяться: аптека, аптечна база (склад), база (склад) медичної техніки, база спеціального медичного постачання (центральна, республіканська, обласна), контрольно-аналітична лабораторія, лабораторія з аналізу якості лікарських засобів, магазин (медичної техніки, медичної оптики).

#### Заклади медико-соціального захисту
Заклади медико-соціального захисту створені з метою забезпечення державної політики охорони здоров'я громадян України. До цієї категорії закладів охорони здоров'я належать:
| № п/п | Назва медичного закладу                                | Адреса                   |
| ----- | ------------------------------------------------------ | ------------------------ |
| 1     | Спеціалізований обласний будинок дитини м. Біла Церква | вулиця Крижанівського, 6 |

#### Інші заклади охорони здоров'я
Інші заклади охорони здоров'я — група закладів охорони здоров'я, які функціонують у системі охорони здоров'я України та забезпечують разом з лікувально-профілактичними, санітарно-профілактичними, фармацевтичними закладами та установами медико-соціального захисту державну систему медичної допомоги населенню.
До категорій інших закладів охорони здоров'я належать:
| № п/п | Назва медичного закладу                                                                            | Адреса               |
| ----- | -------------------------------------------------------------------------------------------------- | -------------------- |
| 1     | Білоцерківський міський інформаційно-аналітичний центр медичної статистики та здоров'я «Медінстат» | вулиця Некрасова, 30 |

### Кадрове забезпечення
В закладах охорони здоров'я міста станом на 01.01.2015 року працює понад 800 штатних медичних працівників.

## Проблемні питання в сфері охорони здоров'я
1. У Білій Церкві існує необхідність оптимізації мережі і структури закладів охорони здоров'я міста.
2. Невідповідність «Концепції реформування місцевого самоврядування та територіальної організації влади в Україні», в якій передбачено передача фінансування екстреної медичної допомоги з обласного рівня на рівень міських та сільських громад, залишення фінансування вторинної медичної допомоги на районному рівні.
3. Застаріла матеріально-технічна база закладів охорони здоров'я міста, що ускладнює надання своєчасної, ефективної та доступної медичної допомоги населенню.
4. У зв'язку із нестабільністю курсу іноземних валют ускладнена процедура закупівлі паливно-мастильних матеріалів для автомобілів служби екстреної медичної допомоги.
5. Недостатня кількість спеціалізованих автомобілів екстреної медичної допомоги та кадрів для цієї служби.
6. Забезпечення дороговартісними ліками осіб, які прибувають до міста з АР Крим, м. Севастополь, Донецької та Луганської областей, особливо препаратами для лікування онкологічних, рідкісних захворювань, гемофілії[4].